# James Beattie (labdarúgó)
James Scott Beattie (Anglia, Lancaster, 1978. február 27. –) angol válogatott labdarúgó.